# Koszmarny Karolek (serial animowany)
Koszmarny Karolek (ang. Horrid Henry, 2006–2019) – brytyjski serial animowany oparty na cyklu książek Franceski Simon. 
W Polsce pierwsze dwa sezony były emitowane na antenie TVP1 w latach 2009-2012. 

## Fabuła
Serial opowiada o przygodach nieznośnego jedenastoletniego chłopca Karolka, który lubi denerwować innych, a w szczególności swojego ośmioletniego brata. Wszyscy uważają go za najgorsze dziecko na świecie. Karolek nic sobie z tego nie robi i całe dnie obmyśla, jak by tu komuś dokuczyć.